# Onze-Lieve-Vrouw van Goede Gezondheid

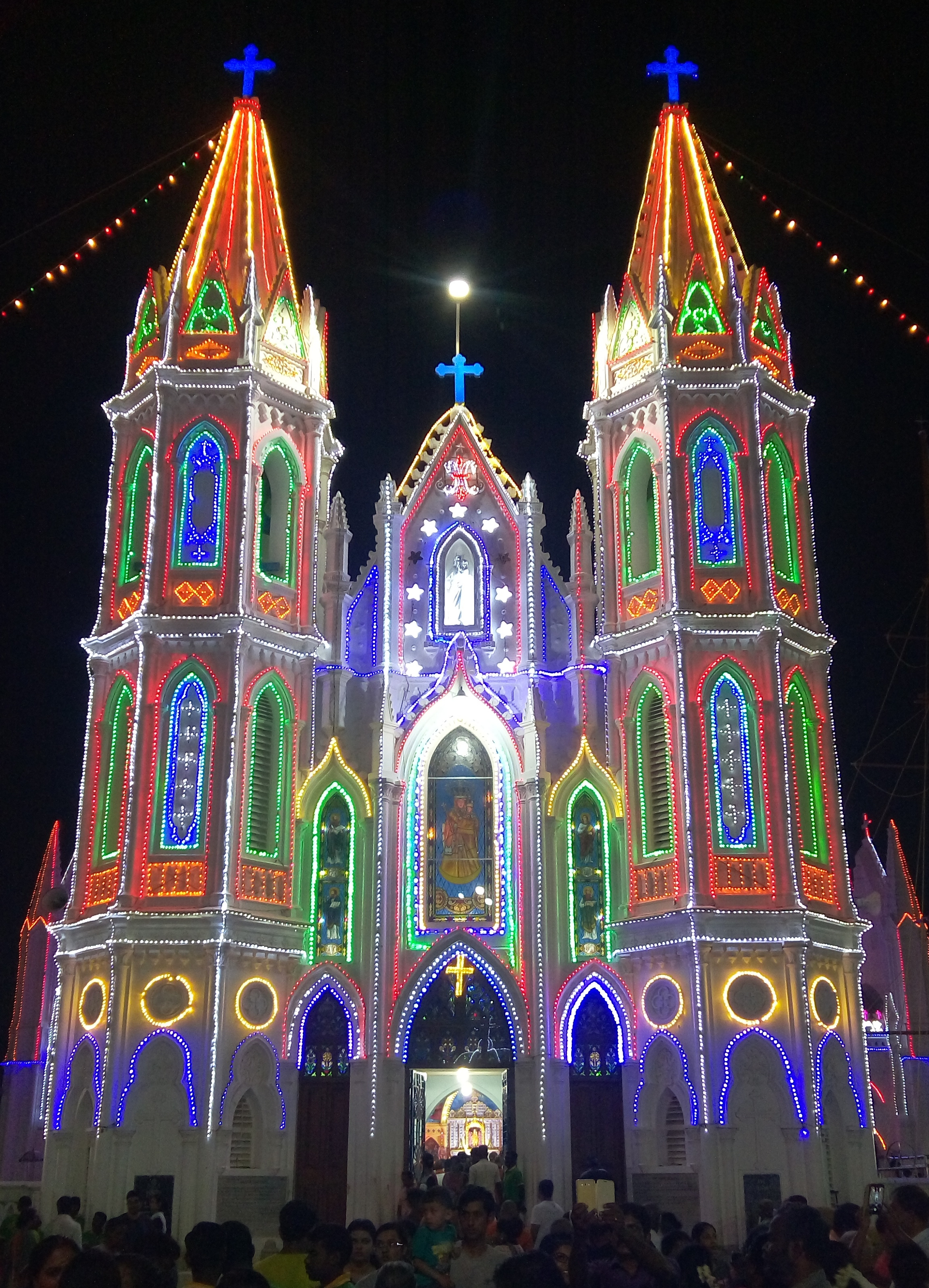
Ingang van de Basiliek van Onze-Lieve-Vrouw van Goede Gezondheid in Velankanni

Onze-Lieve-Vrouw van Goede Gezondheid is de naam van Maria die verscheen in de kleine Indiase stad Velankanni. Ze wordt ook wel Onze-Lieve-Vrouw van Velankanni genoemd. De feestdag wordt op de verjaardag van Maria (8 september) gevierd. Volgens overlevering is Maria drie maal in de buurt van Velankanni verschenen. Om de verschijning te gedenken werd in de stad een grote kerk door Portugezen en Indiërs gebouwd.
Tegenwoordig wordt de Basiliek van Onze-Lieve-Vrouw van Goede Gezondheid in Velankanni gezien als de centrale plaats voor de verering van Onze-Lieve-Vrouw van Goede Gezondheid. Jaarlijks komen vele pelgrims om de verjaardag van Maria te vieren. De feestelijkheden starten op 29 augustus en eindigen op 8 september.
Onze-Lieve-Vrouw van Goede Gezondheid wordt niet alleen door katholieken vereerd, maar ook door lokale hindoes. Gelovigen kleden zich in de oranje/saffraan kleur bij devotie. Soms worden de persoonlijke intenties opgeschreven en in een holle bamboestok of fles gedaan om vervolgens in de zee te werpen.

## De drie miraculeuze gebeurtenissen
De Mariaverschijningen zijn allemaal mondeling doorgegeven aan de volgende generaties. De gebeurtenis is toentertijd niet op schrift gesteld. De eerste twee verschijningen waren in de 16e eeuw en de derde verschijning vond plaats tijdens de 17e eeuw.

### Eerste verschijning
De eerste verschijning vond plaats in de stad Velankanni, Tamil Nadu. Een hindoeïstisch jongetje rustte onder een banyanboom vlak bij een vijver. Tijdens het rusten kwam een vrouw met op haar hand een kindje tevoorschijn. Ze vroeg om wat melk. Het jongetje ging melk halen en onderweg had hij wat gemorst. Onderweg kwam hij een hindoeïstische man tegen die met hem meeliep. Toen hij terug was bij de vrouw verontschuldigde hij zich over het te laat zijn en dat een deel van het melk gemorst was. Vreemd genoeg was de pot melk nog vol. Hij en de man waren ervan overtuigd dat het om een wonder ging. De vijver werd later omgedoopt tot Vijver van Onze-Lieve-Vrouw.

### Tweede verschijning
Aan het eind van de 16e eeuw verscheen Maria voor een kreupel jongetje. Hij was de zoon van een weduwe. Toen hij Maria zag, bood hij wat botermelk aan haar. Vervolgens was het jongetje verlost van zijn handicap. Maria gebood hem om het verhaal aan een katholieke meneer te vertellen die vlak bij de stad Nagapattinam woonde. De katholieke man bouwde vervolgens het eerste katholieke schrijn van de omgeving.

### Derde verschijning
In de 17e eeuw verscheen Maria voor de derde keer in dit gebied. Toentertijd voer een Portugees schip van de Portugese kolonie Macau richting Colombo. Het schip werd geteisterd door een storm in de Golf van de Bengalen. De zeelui baden hevig en beloofde een Mariakapel te bouwen, als ze veilig aan land zouden komen. Vervolgens werd de zee rustig. De mensen van het schip kwamen aan land bij Velankanni op de verjaardag van Maria. Het Mariaschrijn van de katholieke man werd vervangen door een Mariakapel.